# Heikki Kannisto

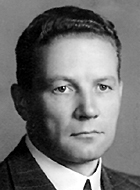
Heikki-Kannisto

Heikki Albert Kannisto (Geburtsname: Henrik Albert Candelin; * 19. Januar 1898 in Oulu; † 19. Februar 1957 ebenda) war ein finnischer Politiker der Nationalen Fortschrittspartei (Kansallinen Edistyspuolue) und danach der Volkspartei Finnlands KP (Suomen Kansanpuolue), der unter anderem zwischen 1950 und 1951 Justizminister sowie von 1953 bis 1954 Innenminister Finnlands war. Er war ferner zwischen 1928 und 1957 Bürgermeister von Oulu sowie von 1949 bis 1951 letzter Vorsitzender der Nationalen Fortschrittspartei.

## Leben
Heikki Albert Kannisto, der bis 1906 den Geburtsnamen Henrik Albert Candelin führte, war der Sohn des Zollbeamten Hermann Candelin und dessen Ehefrau Johanna Tirinen. Nach dem Schulabschluss begann er 1917 ein Studium der Rechtswissenschaften an der Universität Helsinki und war nach dessen Abschluss (Oikeustutkinto) von 1922 bis 1924 zunächst als Rechtsanwalt in Porvoo tätig, ehe er danach zwischen 1924 und 1928 Rechtsanwalt in Oulu sowie zugleich als 1925 Hilfsrichter (Varatuomari) arbeitete. Nachdem er von 1925 bis 1928 Mitglied des Stadtrates von Oulu war, bekleidete er zwischen 1928 und 1957 das Amt des Bürgermeisters von Oulu. Im Anschluss nahm er seine Tätigkeit als Rechtsanwalt wieder auf und wurde bei der Parlamentswahl am 1. und 2. Juli 1936 für die Nationale Fortschrittspartei (Kansallinen Edistyspuolue) zum Mitglied des Parlaments (Eduskunta) gewählt und vertrat in diesem vom 1. September 1936 bis zum 31. August 1939 den Wahlkreis Oulu.

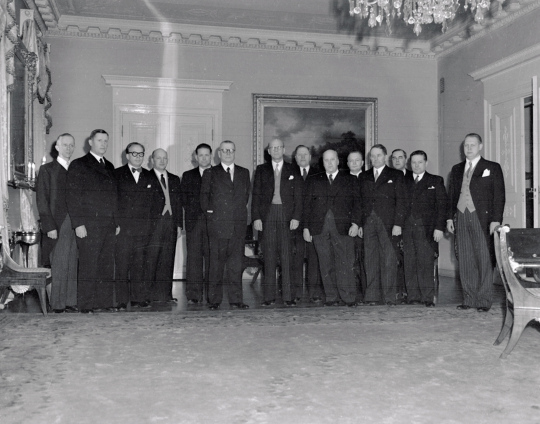
Kabinett Kekkonen I (1950)

Bei der Parlamentswahl am 17. und 18. März 1945 wurde Kannisto für die Nationale Fortschrittspartei im Wahlkreis Oulu wieder zum Mitglied des Parlaments gewählt, dem er nach seinen Wiederwahlen vom 6. April 1945 bis zum 30. September 1952 angehörte. Am 17. März 1950 wurde er als Justizminister (Oikeusministeri) in das Kabinett Kekkonen I berufen, dem er bis zum 17. Januar 1951 angehörte. Zugleich wurde er 1949 als Nachfolger von Akseli Nikula Vorsitzender der Nationalen Fortschrittspartei und hatte diese Funktion als letzter Parteivorsitzender bis zur Auflösung im Frühjahr 1951 inne. Wie die meisten Mitglieder trat er daraufhin der Volkspartei Finnlands KP (Suomen Kansanpuolue) bei und wurde einer der stellvertretenden Sprecher des Parteiausschusses. Kannisto musste 1952 krankheitsbedingt aus dem Parlament ausscheiden, woraufhin Armas Leinonen seinen Platz im Parlament einnahm.
Am 17. November 1953 übernahm Heikki Kannisto im Kabinett Tuomioja das Amt als Innenminister (Sisäasiainministeri) und bekleidete dieses bis zum 5. Mai 1954. 1923 heiratete er Alli Katariina Lähtevänoja.